# Casa Brunet i conjunt urbà de les Rambles
La casa Brunet i conjunt urbà de les Rambles és una obra del municipi de Gavà (Baix Llobregat) inclosa en l'Inventari del Patrimoni Arquitectònic de Catalunya.

## Descripció
Es tracta d'un edifici entre mitgeres de planta baixa comercial, dos pisos i un tercer que es descobreix sota una coberta amansardada amb acabats de pissarra. El primer i segon pis tenen obertures balconeres, amb llindes ornades de motius florals, motllures a manera de trencaaigües i barana arrodonida de ferro forjat. L'edifici ve rematat per finestres a dreta i esquerra del frontó circular del mig. El conjunt és d'inspiració clàssica i un cert gust afrancesat.

## Història
El passeig de la Rambla fou obert al públic l'any 1881 amb motiu de la inauguració de l'estació de ferrocarril, proporcionant a Gavà un nou eix estructural. Els primers edificis construïts han estat, amb el temps, substituïts per altres de més alçària. Malgrat tot, cal destacar com a element d'interès la que anomenem Casa Brunet (Rambla Vayreda), edificada l'any 1925 segons consta al cadastre. Aquest edifici fou la primera casa de pisos construïda a la Rambla.